# Élisabeth de Danemark (1573-1626)
Ne doit pas être confondu avec Élisabeth de Danemark, Élisabeth de Danemark (1485-1555) ou Élisabeth de Danemark (1524-1586).
Titre
Duchesse consort de Brunswick-Lunebourg
19 avril 1590 – 30 juillet 1613
(23 ans, 3 mois et 11 jours)
Élisabeth de Danemark (en danois : Elisabeth af Danmark), née à Kolding (royaume de Danemark et de Norvège) le 25 août 1573 et morte à Brunswick (principauté de Brunswick-Wolfenbüttel) le 19 juillet 1626, est une princesse dano-norvégienne devenue duchesse consort de Brunswick-Lunebourg à la suite de son mariage en 1590.

## Biographie
Fille aînée du roi Frédéric II de Danemark et de Norvège et de la reine Sophie de Mecklembourg-Güstrow, elle épouse le 19 avril 1590 Henri-Jules de Brunswick-Wolfenbüttel.
Quinze enfants[réf. nécessaire] sont nés de cette union :
- Frédéric-Ulrich (1591-1634), duc de Brunswick-Wolfenbüttel ;
- Sophie-Hedwige de Brunswick-Wolfenbüttel (1592-1642), épouse en 1607 le comte Ernest-Casimir de Nassau-Dietz ;
- Élisabeth de Brunswick-Wolfenbüttel (1593-1650), épouse en 1612 Auguste, fils de l'électeur Christian Ier de Saxe, veuve en 1615, épouse en 1618 le duc Jean-Philippe de Saxe-Altenbourg ;
- Edwige de Brunswick-Wolfenbüttel (1595-1650), épouse en 1619 le duc Ulrich de Poméranie ;
- Dorothée de Brunswick-Wolfenbüttel (1596-1643), épouse en 1615 le margrave Christian-Guillaume de Brandebourg, fils de Joachim III Frédéric de Brandebourg ;
- Henri-Jules (1597-1606) ;
- Christian (1599-1626), évêque d'Halberstadt ;
- Rodolphe (1602-1616), évêque d'Halberstadt ;
- Henri-Charles (1609-1615), évêque d'Halberstadt ;
- Anne de Brunswick-Wolfenbüttel (1612-1673), épouse en 1638 le comte Georges de Nassau-Dillenbourg.

Elle meurt le 19 juillet 1626 à Brunswick.